# Итальянско-эритрейские отношения
Итальянско-эритрейские отношения — двусторонние дипломатические отношения между Италией и Эритреей. Государства являются полноправными членами Организации Объединённых Наций (ООН).

## История
Италия захватила территорию Эритреи у Эфиопской империи в конце XIX века и назвала свою первую колонию Итальянская Эритрея. Под властью Италии в Эритрее началось значительного развития и процветания благодаря колониализму. По большей части эритрейцы и итальянцы разделяли взаимную симпатию друг к другу, хотя иногда и с недоверием. Однако, после окончания Второй мировой войны Италия оставила территорию Эритреи, и их отношения были разорваны. Тем не менее, Италия сохраняет сильное влияние на политику Эритреи с 1948 года.
Асмэра, столица Эритреи, ранее называвшаяся «Маленьким Римом», была одним из самых известных мест как для коренных эритрейцев, так и для итальянских колонизаторов. В городе все еще сохранилось много итальянской архитектуры.
Когда Эритрея получила независимость от Эфиопии, Италия стала одной из первых стран в мире, признавших Эритрею как независимое государство.
В настоящее время эритрейские беженцы, спасающиеся от политической и экономической изоляции страны, часто переезжают в Италию, и многих из них хорошо принимают местные жители, хотя и встречаются случаи недоверия и враждебности.

## Дипломатические миссии
- Италия имеет посольство в Асмэре[7].
- У Эритреи есть посольство в Риме[8].